# Острянко Андрій Миколайович
Острянко Андрій Миколайович (нар. 30 червня 1973, Чернігів) — кандидат історичних наук, доцент кафедри історії та археології України Навчально-наукового інституту історії, етнології та правознавства ім. О. М. Лазаревського Чернігівського національного педагогічного університету ім. Т. Г. Шевченка; генеральний директор Національного архітектурно-історичного заповідника «Чернігів стародавній», м. Чернігів (2013-2015).

## Біографія
Народився 30 червня 1973 р. у м. Чернігові. Протягом 1980–1990 рр. навчався в Чернігівській школі № 15. У 1996 р. закінчив Чернігівський педінститут ім. Т. Г. Шевченка. Впродовж 1996–1999 рр. навчався в аспірантурі при кафедрі історії та археології України Чернігівського педуніверситету ім. Т. Г. Шевченка. З листопада 1999 р. працював асистентом, старший викладачем, доцентом кафедри історії та археології України. Захистив дисертацію на здобуття наукового ступеня кандидата історичних наук в Інституті української археографії та джерелознавства ім. М. Грушевського НАН України у 2001 році. Темою дисертації обрав «Ніжинська історична школа кінця ХІХ — першої третини ХХ ст.» (науковий керівник — кандидат історичних наук, доцент О.Б Коваленко).
З квітня 2001 р. був заступником декана з навчальної роботи. З листопада 2001 по лютий 2003 рр. виконував обов'язки декана історичного факультету.
З лютого 2003 р. — заступник директора Інституту історії, етнології та правознавства імені О. М. Лазаревського з навчальної роботи.
Обрано на посаду генерального директора Національного архітектурно-історичного заповідника «Чернігів стародавній», м. Чернігів

## Коло наукових інтересів
- джерелознавство
- історія історичної науки України
- проблеми методології історії
- регіональна історія

## Наукові роботи
- Микола Петровський: «Особисто, конфіденційно» // Архіви України. — 2010. — № 3-4(269). — С. 110–116.
- Неопублікована автобіографія В. Фохта / А. Острянко // Сіверянський архів: Науковий щорічник. — 2008. — Вип. 2. — С. 95-99.
- Неопубліковані нариси Володимира Євфимовського з історії Чернігово-Сіверщини / О. Коваленко, А. Острянко // Сіверянський літопис. — 2006. — № 4. — С. 126–139.
- Наукові історичні школи в Україні: фантоми української історіографії / А. Острянко // Історіографічні дослідження в Україні: Зб. наук. пр. — 2012. — Вип. 22. — С. 293–310.
- Богдашина О. М., Джерелознавство історії України: питання теорії, методики, історії: навчально-методичний посібник / А. Острянко // Сіверянський літопис. — 2009. — № 2-3. — С. 244–250.
- М. Бережков: штрихи до біографії / А. М. Острянко // Література та культура Полісся. — 2009. — Вип. 48. — С. 196–201.
- Ніжинська історична школа кінця XIX- першої третини XX ст.- Чернігів, 2001. — 216 арк. — арк. 162–216